# Спасительный рассвет

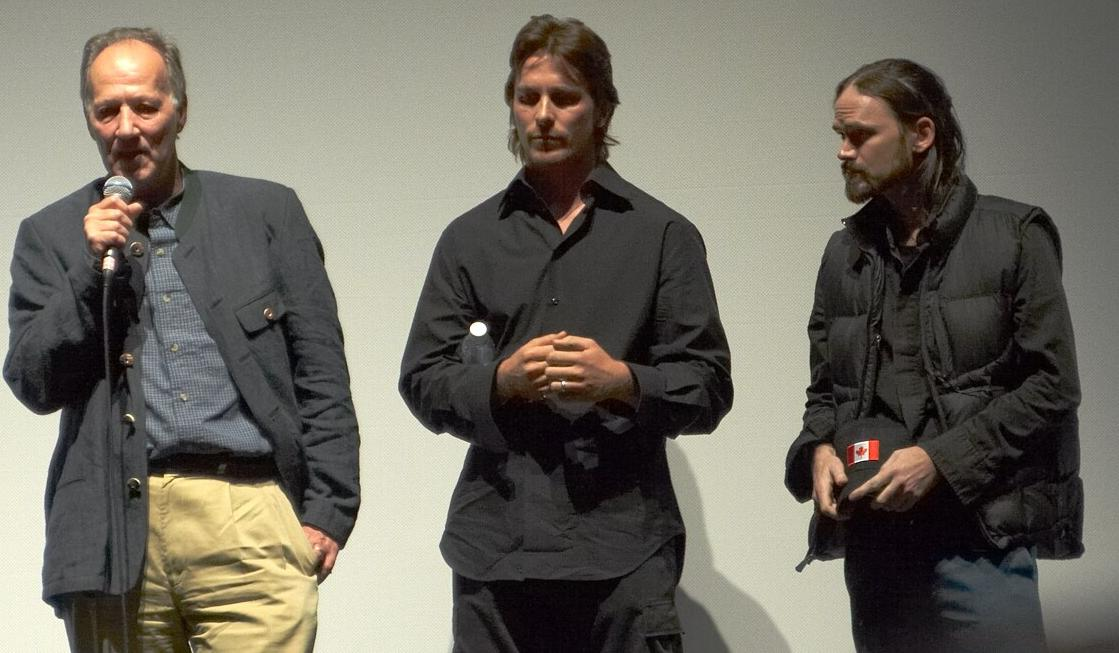
Херцог, Бейл и Дэвис

«Спасительный рассвет» (англ. Rescue Dawn) — кинофильм Вернера Херцога, действие которого происходит во время Вьетнамской войны. Официальная премьера состоялась 27 июля 2007 года. Основан на реальных событиях, ранее пересказанных в документальной ленте «Маленькому Дитеру нужно летать».

## Сюжет
1966 год. Пилот ВМС США, американец немецкого происхождения Дитер Денглер участвует во Вьетнамской войне. Его самолёт подбит над Северным Вьетнамом и разбился на территории Лаоса. Денглеру предстоит пройти захват бойцами Патет Лао, плен, пытки, совершить побег и две недели скитаться в джунглях, надеясь на чудесное спасение…

## В ролях
| Актёр         | Роль                 |
| ------------- | -------------------- |
| Кристиан Бейл | Дитер Денглер        |
| Маршалл Белл  | адмирал Беррингтон   |
| Джереми Дэвис | Юджин ДеБрюин        |
| Стив Зан      | Дуэйн Мартин         |
| Тоби Хасс     | Спук                 |
| Франсуа Шо    | губернатор провинции |

## Съёмки
Съёмки фильма проходили в Таиланде и продолжались 44 дня. Перед съёмками актёры, игравшие заключённых, в течение нескольких месяцев сбрасывали вес. Поскольку вес набирается быстрее, чем сбрасывается, сцены фильма снимались в обратном хронологическом порядке.
В фильме показаны компьютерные модели штурмовиков A-1 «Скайрейдер», поскольку пригодных к полётам самолётов этого типа осталось очень немного.

## Исторические неточности
В основе «Спасительного рассвета» лежит документальная история лейтенанта Дитера Денглера, сбитого 1 февраля 1966 года и совершившего успешный побег из лагеря военнопленных в Лаосе (причём между побегом и спасением прошло около трёх недель). Многие детали фильма соответствуют историческим фактам, хотя отмечены несколько неточностей. Так, в лагере партизан Патет Лао было семь пленных, но Вернер Херцог сократил их число до шести для удобства сюжета. В фильме показано, что весь план побега составлен Денглером; в действительности к моменту его прибытия в лагерь план уже был разработан другими заключёнными.
Северовьетнамцы в фильме используют английский легкий танк «Скорпион», которого, разумеется, не было на вооружении армии Северного Вьетнама.

## Награды и номинации
- 2008 — номинация на премию «Независимый дух» за лучшую мужскую роль второго плана (Стив Зан)
- 2007 — номинация на премию «Спутник» за лучшую мужскую роль — драма (Кристиан Бейл)

## Смотреть также
- Война во Вьетнаме
- Патет Лао